# Jacques-Noël Sané
Jacques-Noël Sané (Brest (Francia) 18 de febrero de 1740 - París 22 de agosto de 1831) fue un ingeniero naval francés y uno de los más exitosos diseñadores de barcos en la época conocida como la Era de la navegación a vela.
Pupilo de Duhamel du Monceau sus diseños tuvieron tanto éxito que a menudo hablaban de Sané como "El Vauban naval" y los astilleros ingleses de la época estaban deseando que fueran capturados sus barcos para poder copiar sus formas.

## Sus diseños

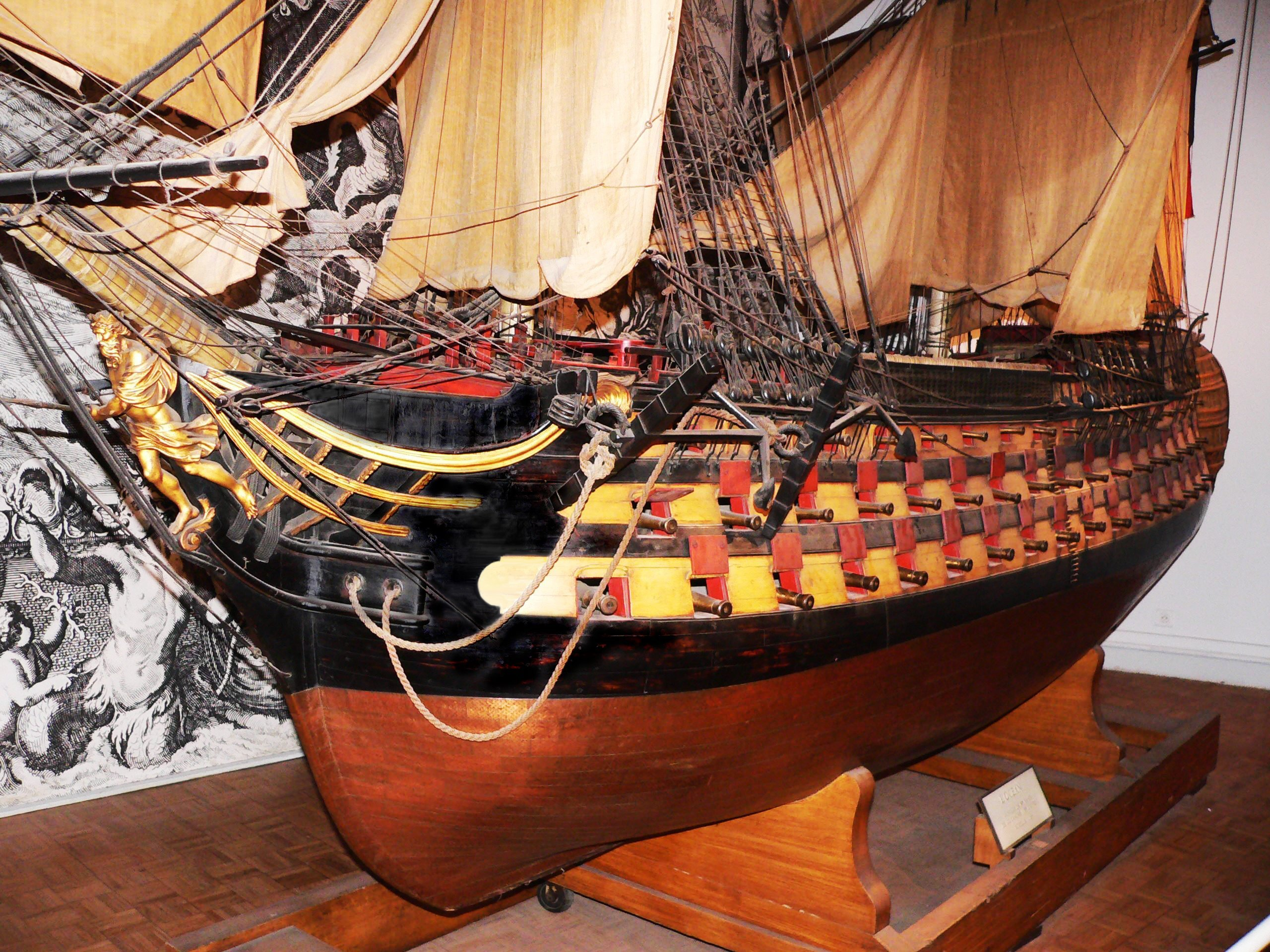
Réplica del Océan en el Museo Nacional de la Marina en París.

Una de las obras maestras de Sané fue un gran barco de 118 cañones y tres puentes botado en 1790 y llamado en un principio "Les États de Bougogne", más tarde Océan (nombre este por el que es más conocido) y posteriormente diversas denominaciones más ya que estuvo en servicio hasta 1848 considerándose uno de los mejores barcos de la flota francesa. 
La máxima representación de los diseños de Sané se encontraban en este barco: su casco era simple, de líneas rectas, mínima ornamentación, con las bordas onduladas y la popa prácticamente integrada en el casco. Las prestaciones de este gran navío de línea eran casi comparables con las de una fragata. El barco Commerce-de-Marseille de 118 cañones fue capturado por los ingleses y  de él dijeron que "... se maniobra como una fraga a pesar de su tamaño".
Los mástiles eran altos y delgados pero más fuertes que en los diseños del siglo XVIII. La configuración del velamen de popa, sobre la mesana, adquirió su forma definitiva alrededor de 1780; los juanetes eran habituales los cuales permitían variar el área de la vela que se presentaba al viento de un modo más eficiente y los barcos recibían mejor empuje del viento. 
La forma del casco no se mejoró tanto como el diseño de las velas y la velocidad de navegación no se aumentó hasta algo más tarde, con la llegada de los clíper cuyo diseño de casco reducía el abatimiento.  

## Organización y clases
La Armada Francesa de aquella época organizó sus barcos de guerra alrededor de tres rangos:
- Primera Clase de 118 cañones y tres puentes o 80 cañones y dos puentes.
- Segunda Clase de 74 cañones y dos puentes.
- Tercera Clase de 64 cañones y dos puentes.

Bajo supervisión de Sané se construyeron 107 barcos idénticos con 74 cañones y dos puentes de la clase Téméraire siendo el tipo de buque del que más unidades se han construido en toda la historia naval. También construyó 35 barcos de 80 cañones y 9 de 118 cañones de la clase Océan. Sané diseñó en total cinco clases de navíos de línea

### Clases Navíos de Línea
- Navíos de línea clase Annibal
- Navíos de línea clase Téméraire
- Navíos de línea clase Océan
- Navíos de línea clase Commerce de Paris
- Navíos de línea clase Tonnant

### Clases Fragatas
Sané diseñó también numerosas clases de barcos de guerra más pequeños incluyendo varios modelos de fragatas de las que se construyeron al menos 143 de ellas. Esto incluye cuatro clases de fragatas de 18 cañones:
- 6 Fragatas clase Hébé (1782)
- 10 Fragatas clase Virginie (1793)
- 7 Fragatasclase Hortense (1801)
- 54 Fragatas clase Pallas (1805).

## Galería
- Navíos de línea

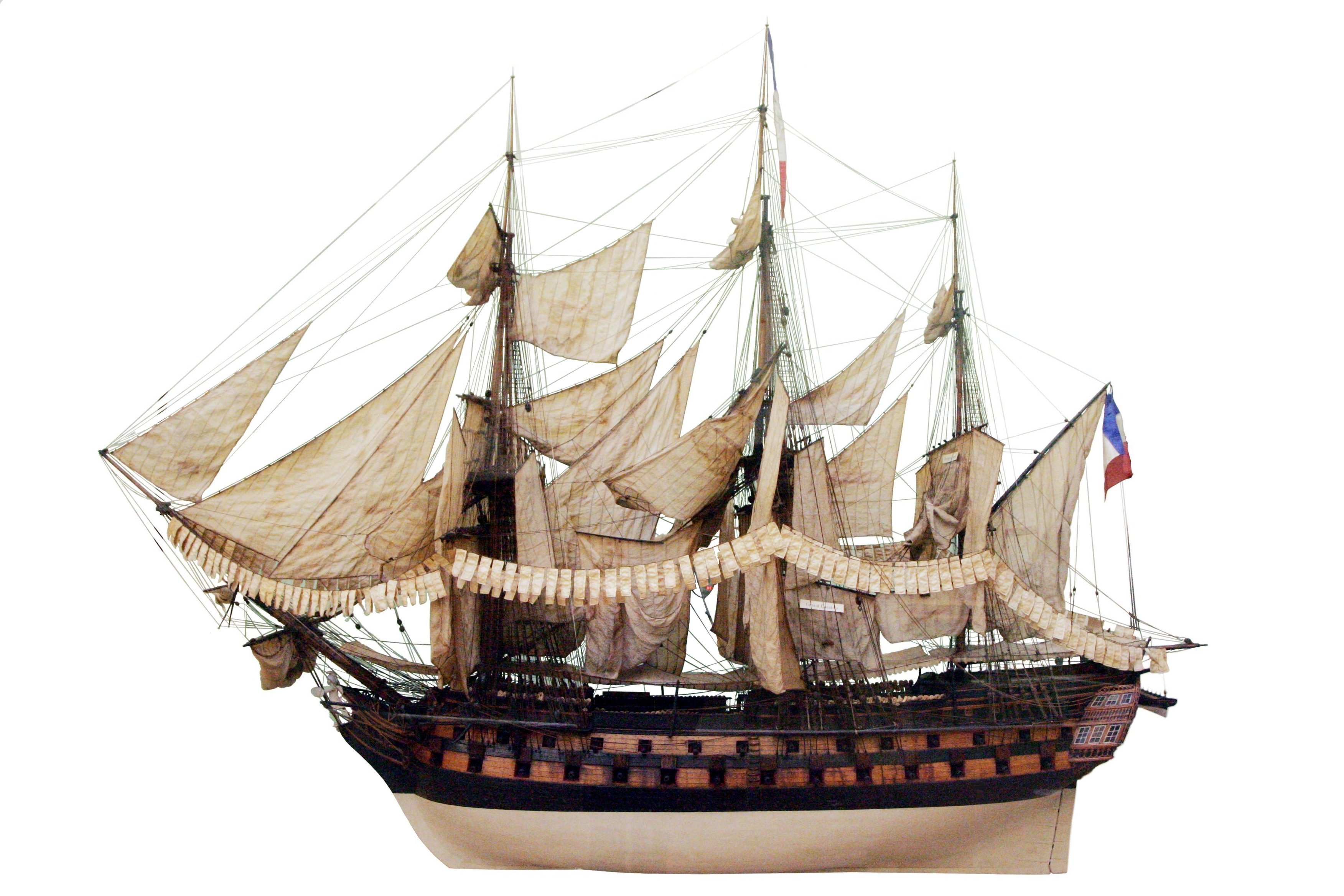
Modelo a escala Achille, un típico barco de 74 cañones de la clase Téméraire.
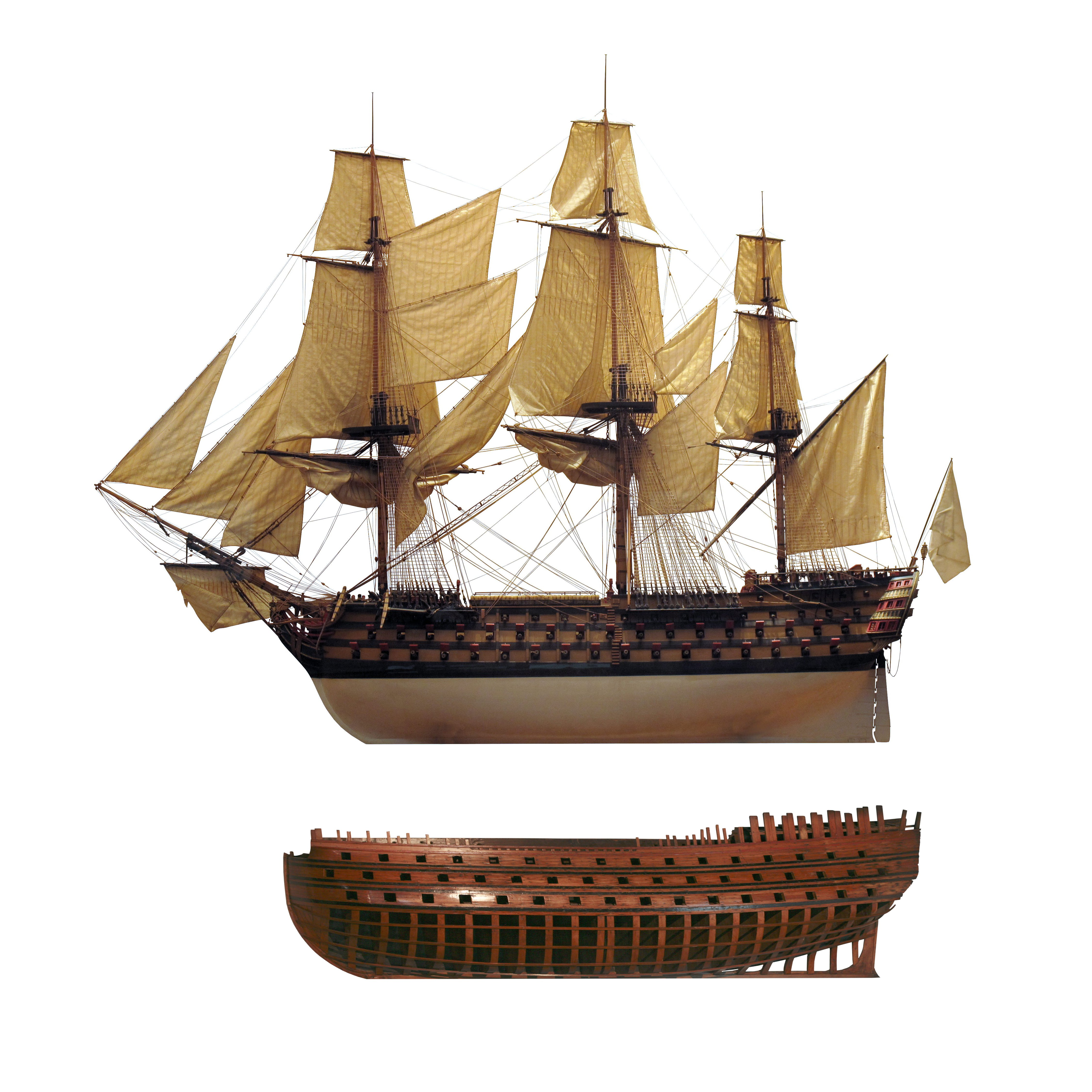
Modelo a escala del Océan  de 120 cañones clase Océan.
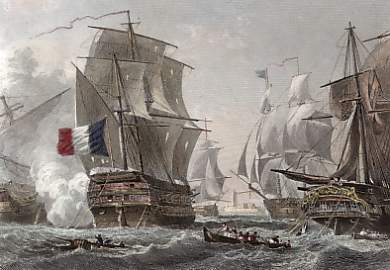
El Formidable de la clase Tonnant se enfrenta a tres barcos ingleses durante la campaña de Algeciras. Lienzo de Antoine Léon Morel-Fatio

- Fragatas

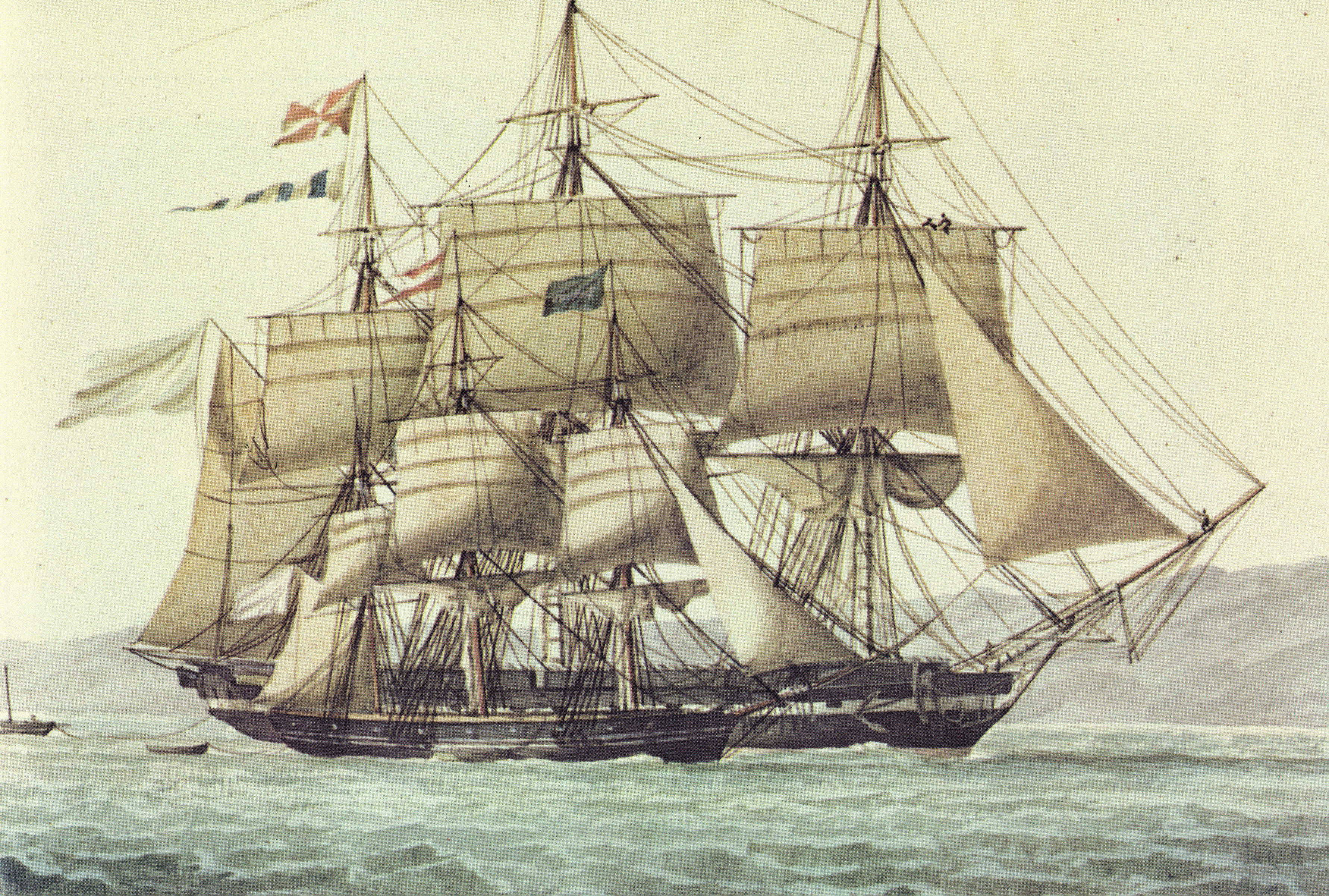
Fragata francesa Amélie (1808) de la clase pallas
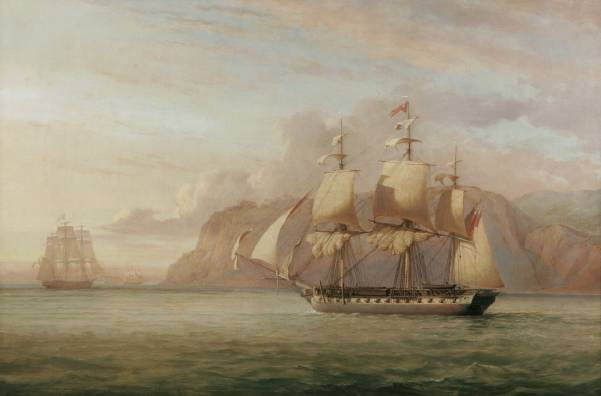
Fragata francesa Proserpine (1785) de la clase Hébé
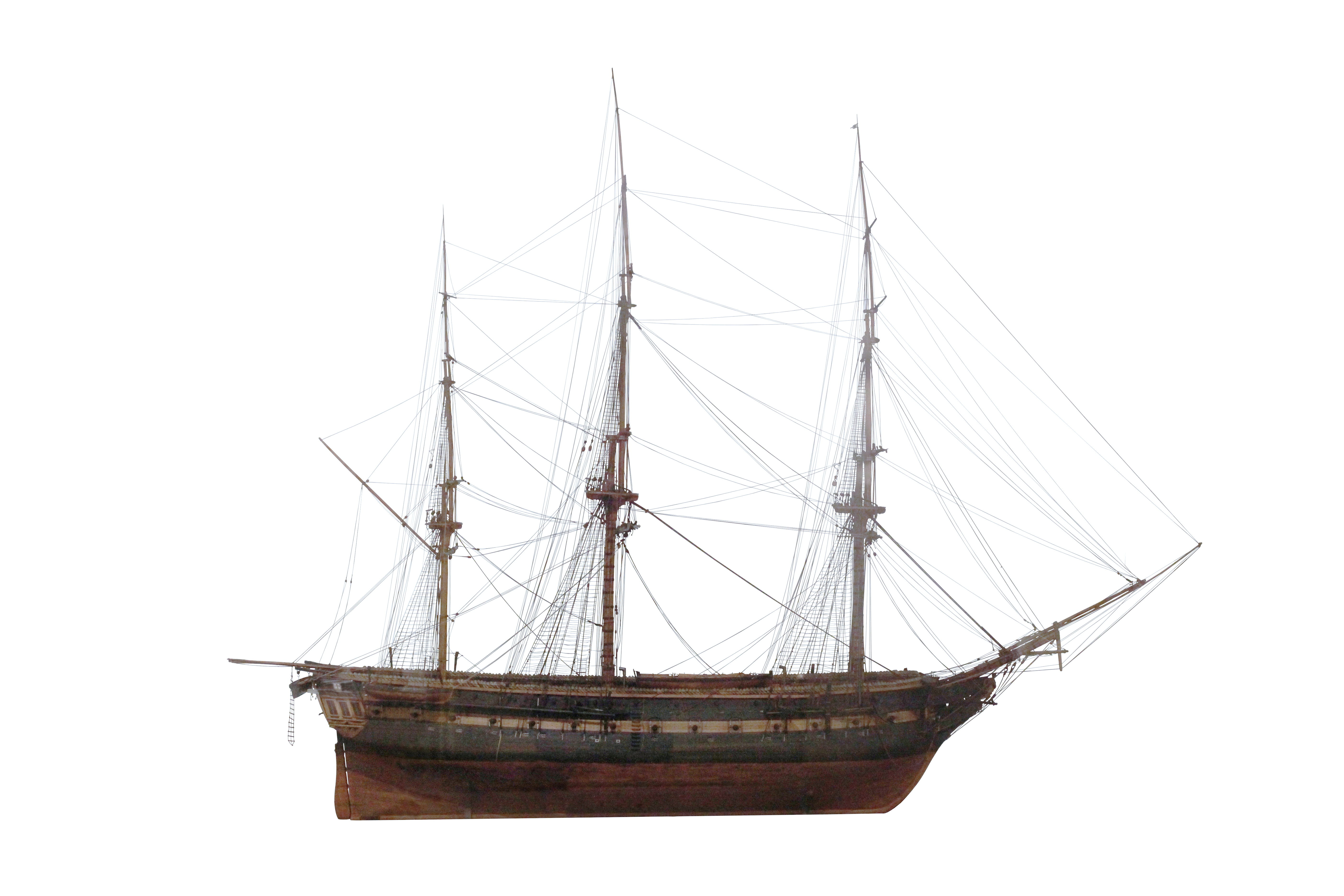
Fragata francesa Hortense (1803) de la clase Hortense